# Førde VBK
Førde VBK (norska: Førde volleyballklubb) är en volleybollklubb från Førde, Norge. Klubben grundades 18  september 1974. Laget spelar i blå tröja och blå shorts. Dess hemmaarena är Førdehuset. Herrlaget har blivit norsk mästare sex gånger (2007, 2011, 2016, 2019, 2020 och 2021), medan damlaget blivit norska mästare två gånger (2018 och 2019).